# Андрис Преторијус
Андрис Преторијус (Граф-Реинет, 27. новембар 1798 — Магалиесберг, 23. јул 1853) био је бурски војсковођа. Преторија, један од главних градова Јужноафричке Републике, носи име по њему.

## Биографија
Под појачаним притиском Британаца у Капској колонији, Преторијус је 1838. године емигрирао у Натал где је, као главни командант бурских снага, почео поробљивати домороце најсуровијим поступцима. Касније, у рату са Британцима, заузео је 20. јула 1848. године Блумфонтејн, али се након пораза код Бумпласта повукао северно од реке Вала. Као главни командант Потхефструма и Рестенберха, Преторијус је обећао Орању подршку у борби за независност. Дана 18. јануара 1852. године је са Британцима потписао конвенцију о независности Трансвала. Административни центар Трансвала и главни град Јужноафричке републике, Преторија, добила је назив по њему.